# 33-й саміт G8

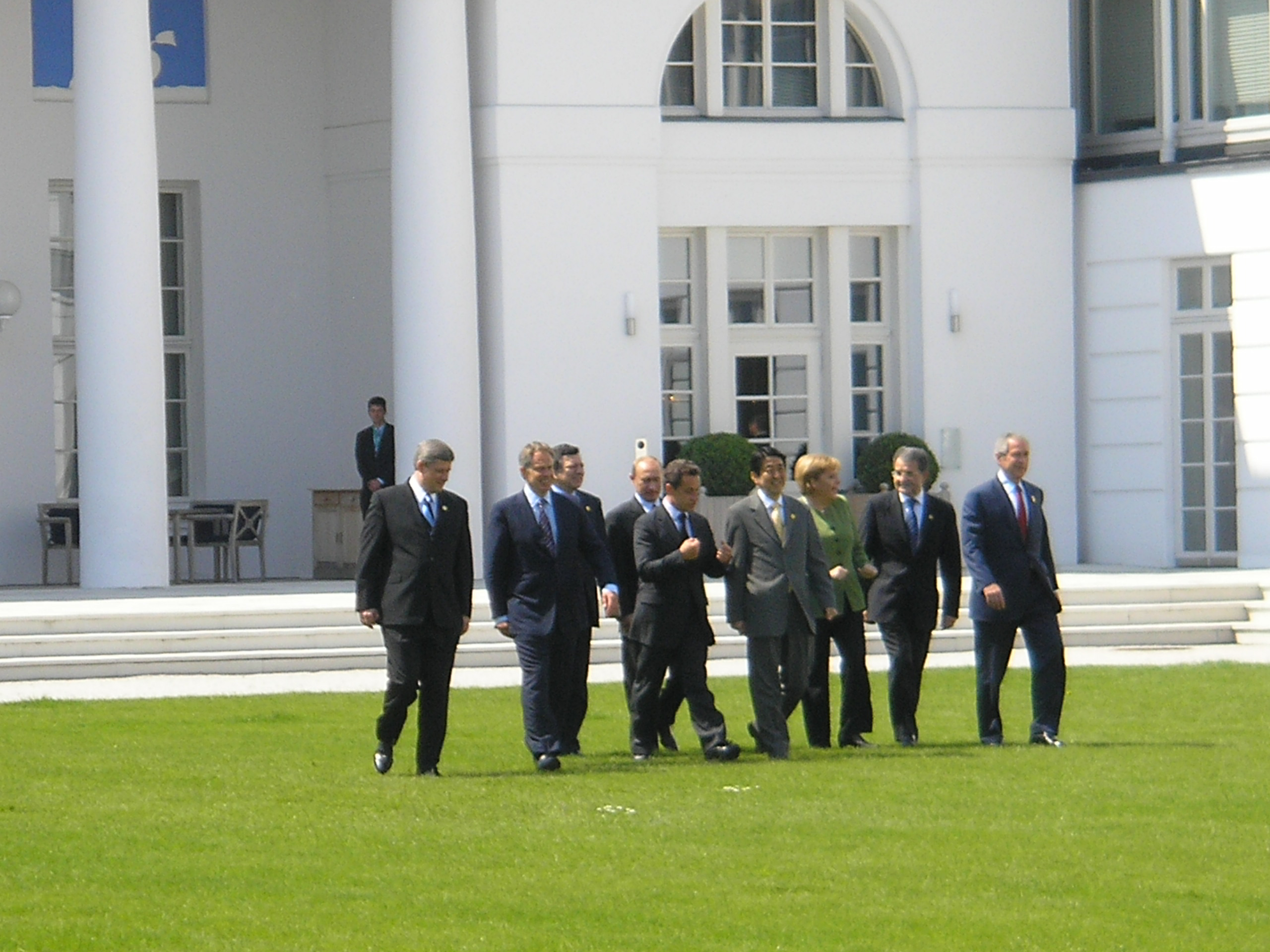

33-й саміт Великої вісімки — зустріч на вищому рівні керівників держав Великої вісімки, проходив 6—8 червня 2007 року в містечку Хайлігендамм, передмісті Бад-Доберан в Передній Померанії (Німеччина). На саміті розглядались питання глобального потепління, ситуація в Африці і на Близькому сході. Обговорювалася також ситуація в Іраку, ядерна програма Ірану, розміщення елементів ПРО США в Східній Європі.

## Учасники
| Core G7 members   |                   |                           |                          |
| Учасник           | Учасник           | Представляє               | Посада                   |
| Канада            | Канада            | Стівен Гарпер             | Прем'єр-міністр          |
| Франція           | Франція           | Ніколя Саркозі            | Президент                |
| Німеччина         | Німеччина         | Ангела Меркель            | Канцлер                  |
| Італія            | Італія            | Романо Проді              | Прем'єр-міністр          |
| Японія            | Японія            | Абе Сіндзо                | Прем'єр-міністр          |
| Велика Британія   | Велика Британія   | Тоні Блер                 | Прем'єр-міністр          |
| США               | США               | Джордж Вокер Буш          | Президент                |
| Європейський Союз | Європейський Союз | Жозе Мануел Баррозу       | Президент ЄС             |
| Європейський Союз | Європейський Союз | Ангела Меркель            | Голова Європейської Ради |
| Росія             | Росія             | Володимир Путін           | Президент                |
| Гості             |                   |                           |                          |
| Гість             | Гість             | Представляє               | Посада                   |
| Індія             | Індія             | Манмоган Сінґх            | Прем'єр-міністр          |
| Бразилія          | Бразилія          | Луїз Інасіу Лула да Сілва | Президент                |
| КНР               | Китай             | Ху Цзіньтао               | Президент                |
| Мексика           | Мексика           | Феліпе Кальдерон          | Президент                |
| ПАР               | ПАР               | Кгалема Мотланте          | Президент                |
| Ефіопія           | Ефіопія           | Мелес Зенаві              | Прем'єр-міністр          |